# Monoplex cecilianus
Monoplex cecilianus is een uitgestorven slakkensoort uit de familie van de Cymatiidae. De wetenschappelijke naam van de soort werd voor het eerst geldig gepubliceerd in 1916 door Dall als Cymatium cecilianum.